# Basílica de Santa María de los Ángeles y los Mártires

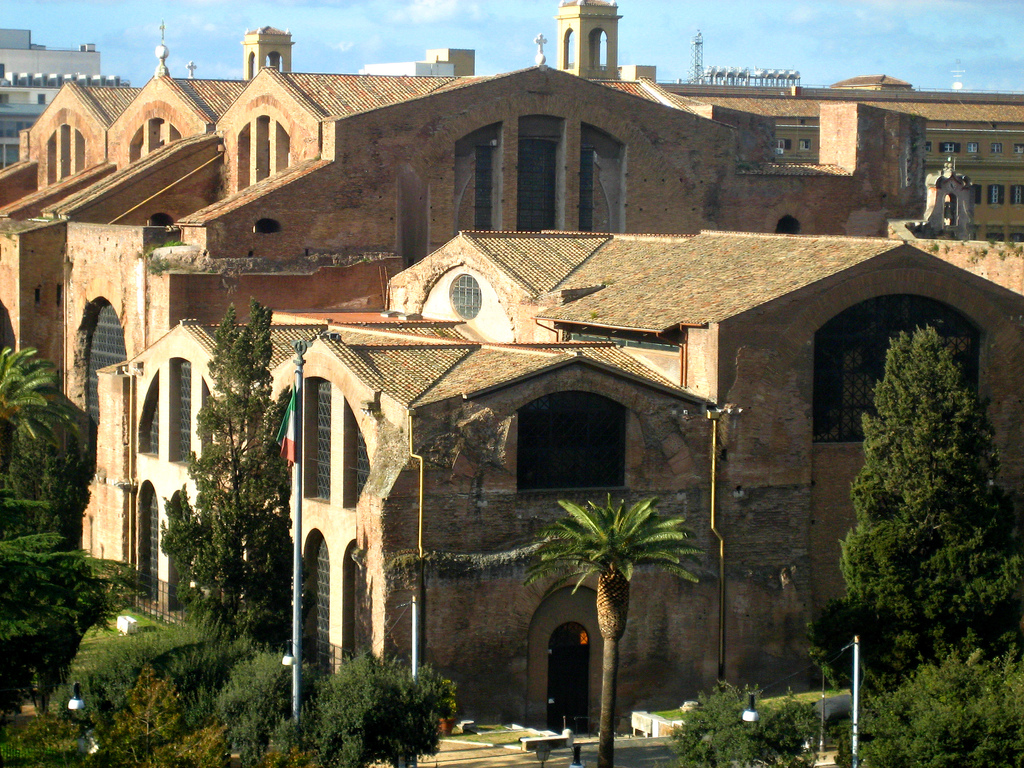
Exterior de la basílica, parte de las antiguas Termas de Diocleciano.

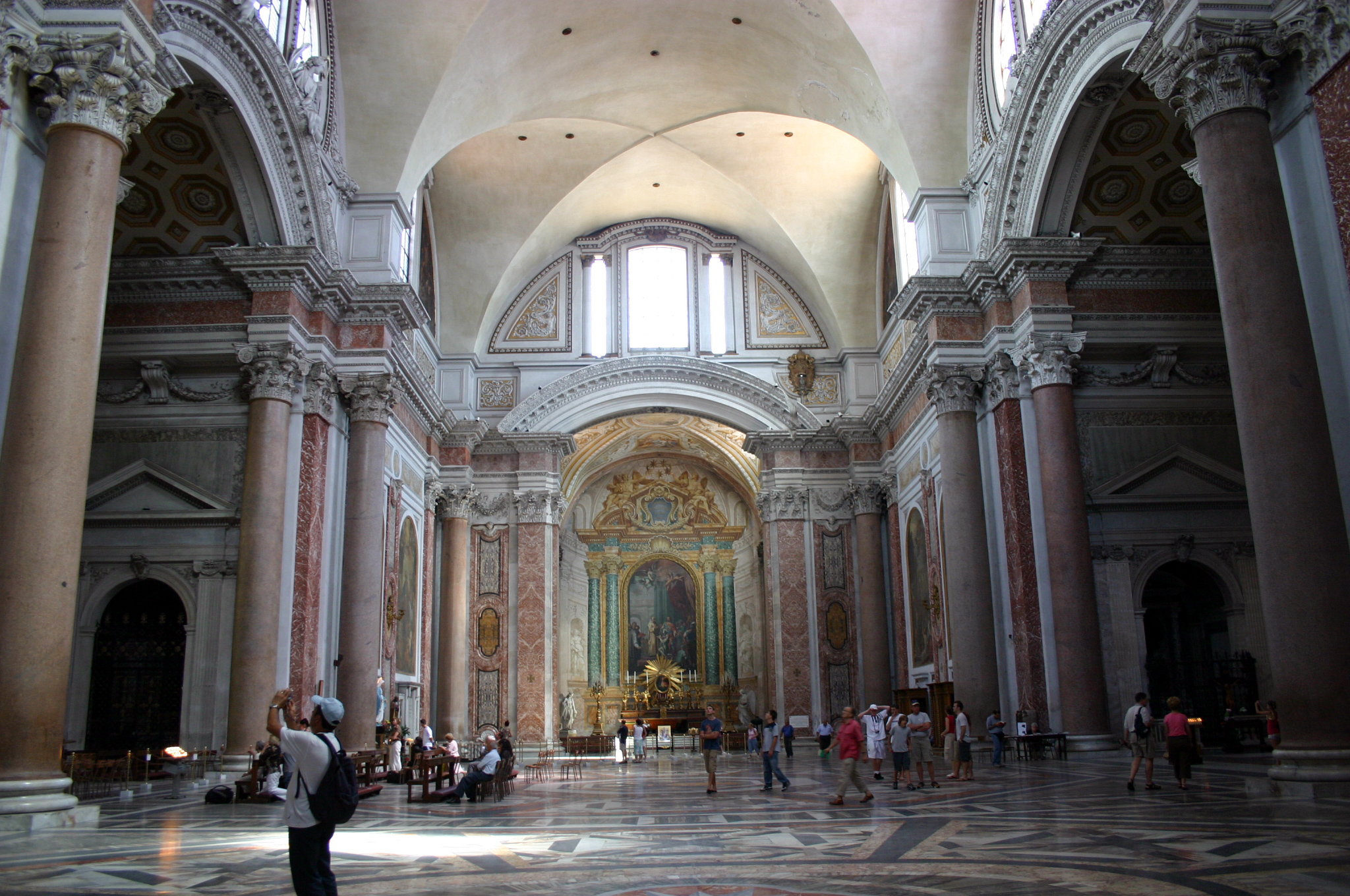
Nave central de la basílica.

La basílica Santa Maria degli Angeli e dei Martiri es una iglesia en Roma. Se encuentra en la Piazza della Repubblica cerca de la estación Termini. Es iglesia titular de la Iglesia católica.

## Historia  y descripción
La iglesia surgió en las ruinas de las termas de Diocleciano. El pórtico se encuentra precisamente al lado contrario del ingreso a las termas, en lo que fue la parte interior del Caldarium, del que sólo se conservan ruinas. A través del pórtico se accede al interior, que comienza con un vestíbulo que se inserta en el antiguo Tepidarium y da paso a la iglesia, que se corresponde con una parte relevante del Frigidarium. 
En comparación con la arquitectura de las termas, la iglesia, con toda su grandiosidad, tiene unas dimensiones relativamente modestas. La gran Exedra de las termas da forma actual a la Piazza della Repubblica. 
Fue el papa Pío IV quien entregó las ruinas a los monjes de Santa Croce in Gerusalemme. Los trabajos comenzaron en 1563 bajo la dirección de Miguel Ángel. Fue necesario elevar en dos metros el nivel del piso, con los que las antiguas bases de las columnas se tuvieron que sustituir por otras, aunque se conservan las columnas antiguas de granito rojo egipcio. 
A partir del año 1748, la iglesia fue renovada siguiendo un diseño de Carlo Murena.   
En la iglesia están enterradas numerosas personalidades de la historia de Italia, entre las que se cuentan Armando Diaz y Paolo Thaon di Revel, y los pintores barrocos Salvator Rosa y Carlo Maratta.
La dedicación a los mártires hace referencia al dato que afirma la hagiografía cristiana, según el cual las termas de Diocleciano fueron construidas con el trabajo de cristianos hechos esclavos. El ímpetu para la dedicación a los ángeles fue generado por el relato de una visión del Arcángel Uriel experimentada en las ruinas de los baños termales de Diocleciano en 1541 por el monje siciliano, Antonio del Duca.
El edificio fue diseñado en 1562 por Miguel Ángel sobre la base del aula central de las Termas, a solicitud de papa Pío IV y del sacerdote siciliano Antonio del Duca. 
Miguel Ángel se limitó a recubrir algunos muros y a restaurar un aula del tepidarium, creando así un edificio eclesiástico del todo particular: dilatado de modo lateral en vez de longitudinalmente. El ingreso a la iglesia se hace a través de un vestíbulo circular, también de origen romano, y termina en un profundo presbiterio, donde se encuentra el coro de los cartujos, a quienes se confió esta iglesia una vez terminada. 
Durante el siglo XVIII se realizaron los trabajos de Luigi Vanvitelli (1750), quien decoró el sobrio interior de Miguel Ángel según el estilo de la época y se encargó de transportar a Santa María de los Ángeles los grandes retablos de altar de la basílica de San Pedro en el Vaticano, en donde habían sido reemplazados por copias hechas en mosaico con el fin de conservarlos mejor (estaban amenazadas por la humedad). 
De este modo, Santa María de los Ángeles se transformó en una rica pinacoteca con obras del siglo XVI al siglo XVIII, entre ellas el Martirio de San Sebastián de Domenichino, la Caída de Simón el Mago de Pompeo Batoni, el Bautismo de Jesús de Carlo Maratta, y la Misa de San Basilio de Pierre Subleyras. En el transepto se encuentra un retablo de Giovanni Odazzi.
En esta iglesia se encuentran enterrados Salvator Rosa, Carlo Maratta, Armando Diaz, Paolo Emilio Thaon de Revel y Pío IV. Actualmente se suele utilizar para funerales de estado o personajes del ejército italiano.
En el convento de los Cartujos, ubicado junto a la basílica, se encuentra una de las secciones del Museo Nacional Romano.

## Órgano
Con ocasión del Gran Jubileo del 2000, los romanos donaron al papa Juan Pablo II un órgano monumental, obra de Barthélémy Formentelli.

## La Línea Clementina
Es especialmente relevante el meridiano de gran exactitud científica, inserto en el piso. Esta línea de bronce de casi 45 metros sirvió como Gnomon y fue un punto de referencia para cálculos matemáticos y astronómicos. Permitía en primavera comprobar la fecha del equinoccio y con ello también fijar la fecha de la Pascua, a la vez que probaba la corrección del calendario gregoriano. Poco después de su elección en 1700, el papa Clemente XI había creado una comisión para revisar este calendario. Su presidente nominal fue el Cardenal Enrico Noris OSA (1631–1704), aunque la dirección de hecho con todos los cálculos necesarios corrió a cargo del matemático, astrónomo y secretario canónico Francesco Bianchini. La "Linea Clementina" fue inaugurada el 6 de octubre de 1702 por el papa Clemente XI.
La gran meridiana solar de Francesco Bianchini, situada bajo el crucero del templo, fue construida sobre diseños de Miguel Ángel, a solicitud del papa Clemente XI e inaugurada el 6 de octubre de 1702. Su fin era, más allá de competir con el reloj semejante entonces existente en San Petronio en Bolonia, demostrar la exactitud del Calendario Gregoriano y determinar la fecha de la Pascua cristiana en el modo más coherente posible con los movimientos del Sol y la Luna.
Funciona como gnomon un agujero por el cual la luz solar, al cénit, cae en un punto variable y medido por la línea de bronce de cerca de 45 metros de largo trazada en el suelo. La llegada de las estaciones es representada por las figuras de las señales zodiacales incrustadas en mármol y dispuestas a lo largo de la línea. En un extremo se encuentra la señal de Cáncer, que representa el solsticio de verano, y en el otro la de Capricornio, que representa el solsticio de invierno.

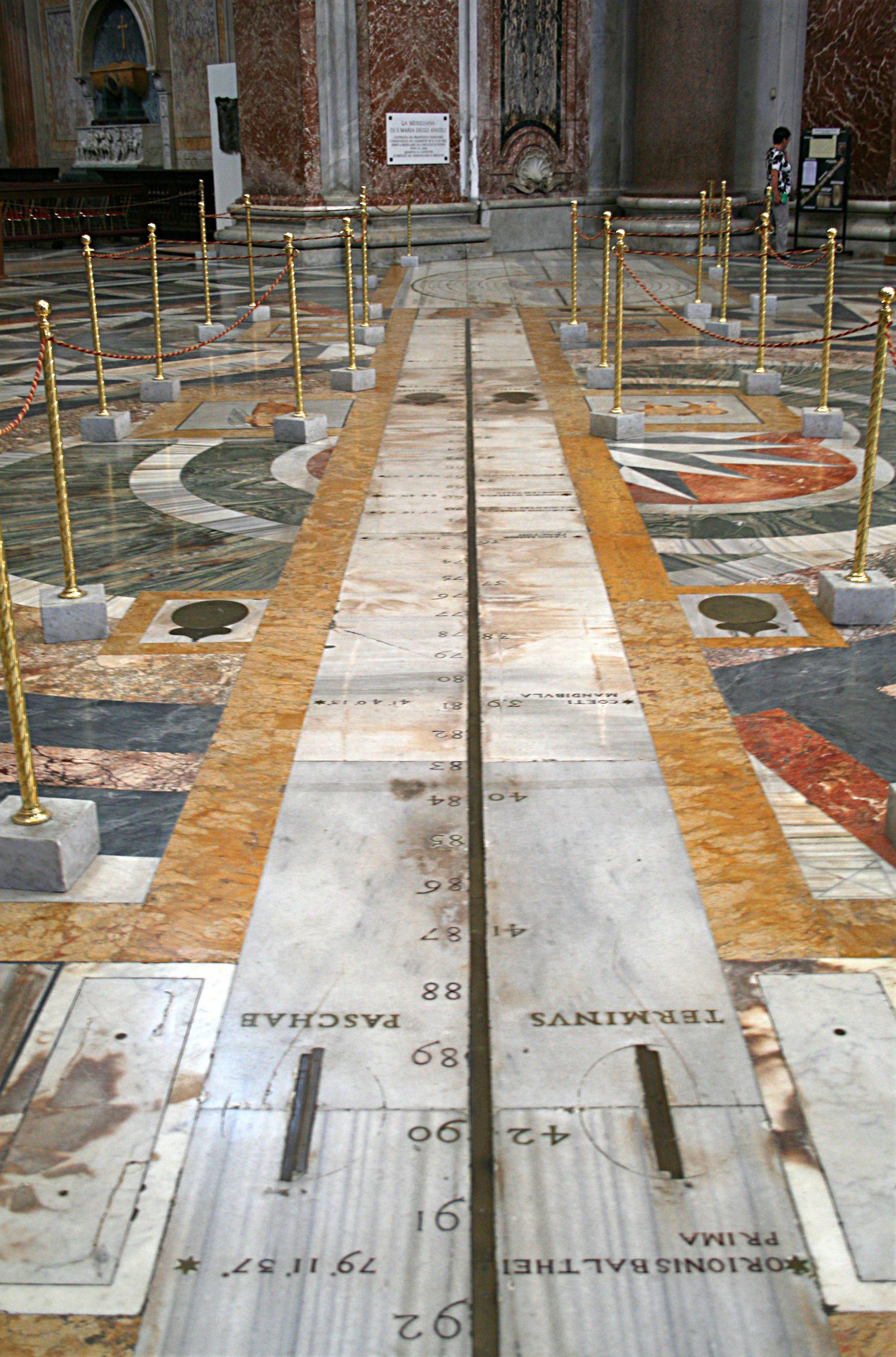
La gran meridiana solar de Francesco Bianchini
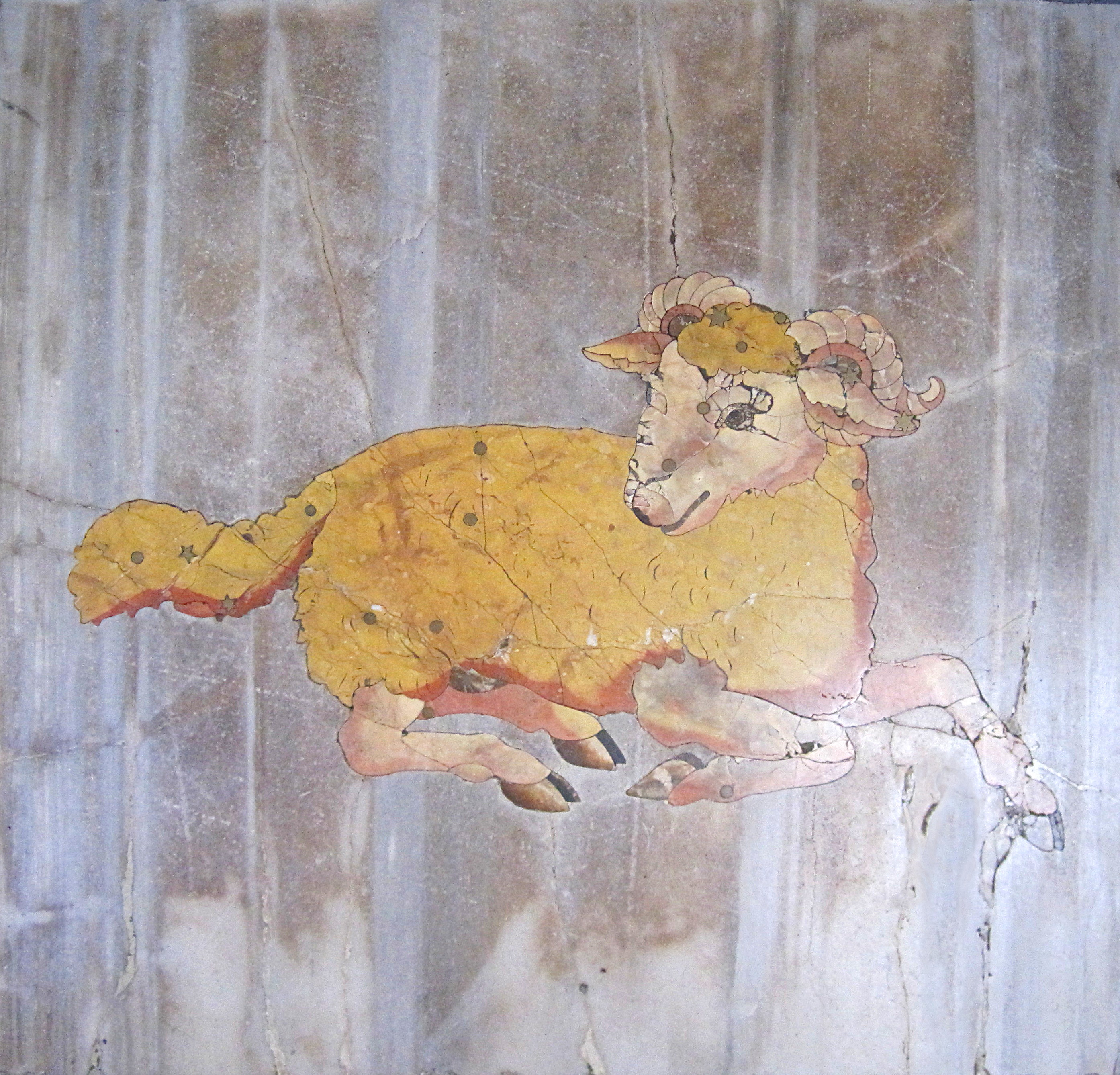
Signo zodiacal de Aries el adorno de un lado de la línea solar Meridian
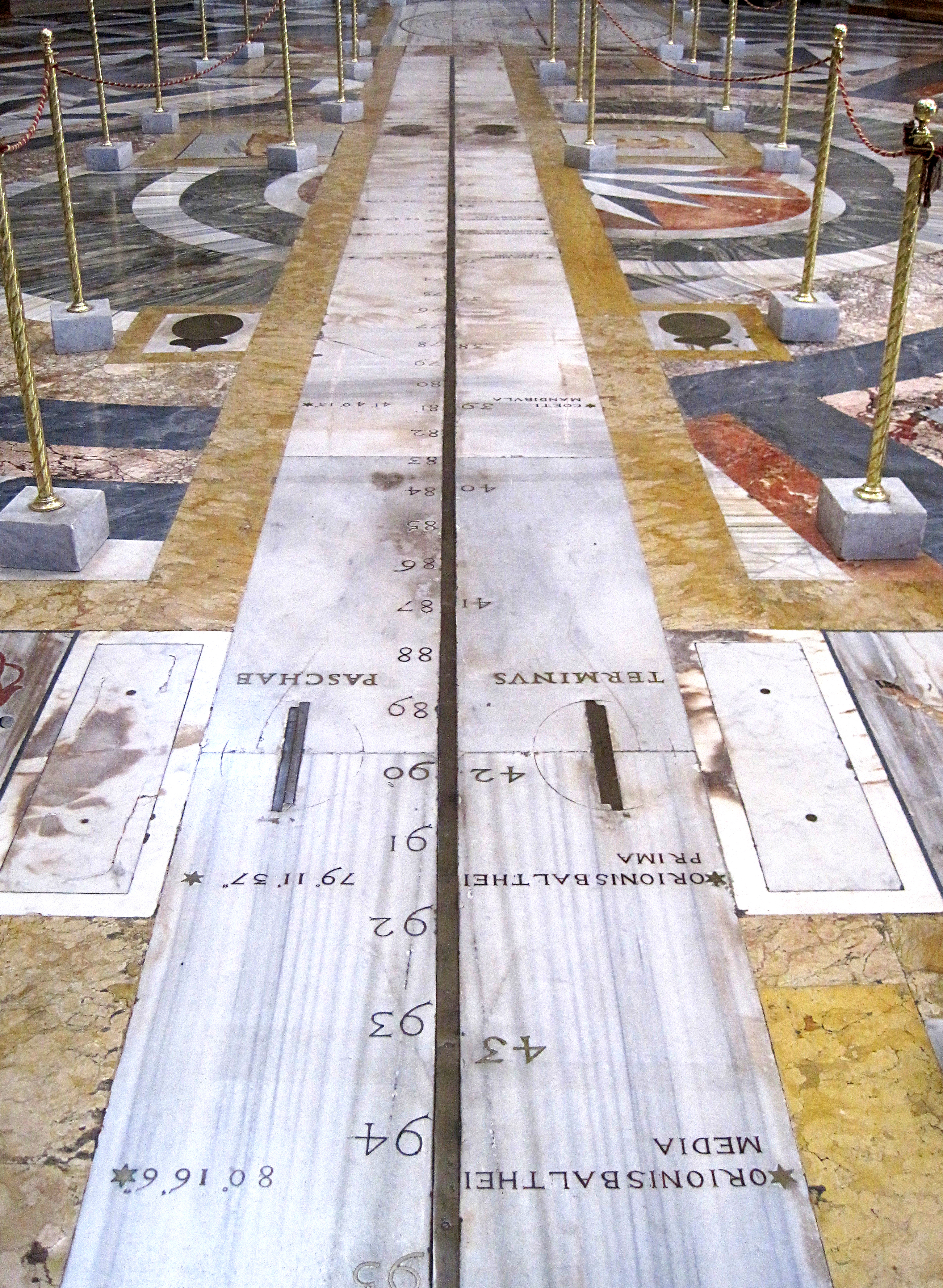
La gran meridiana solar de Francesco Bianchini
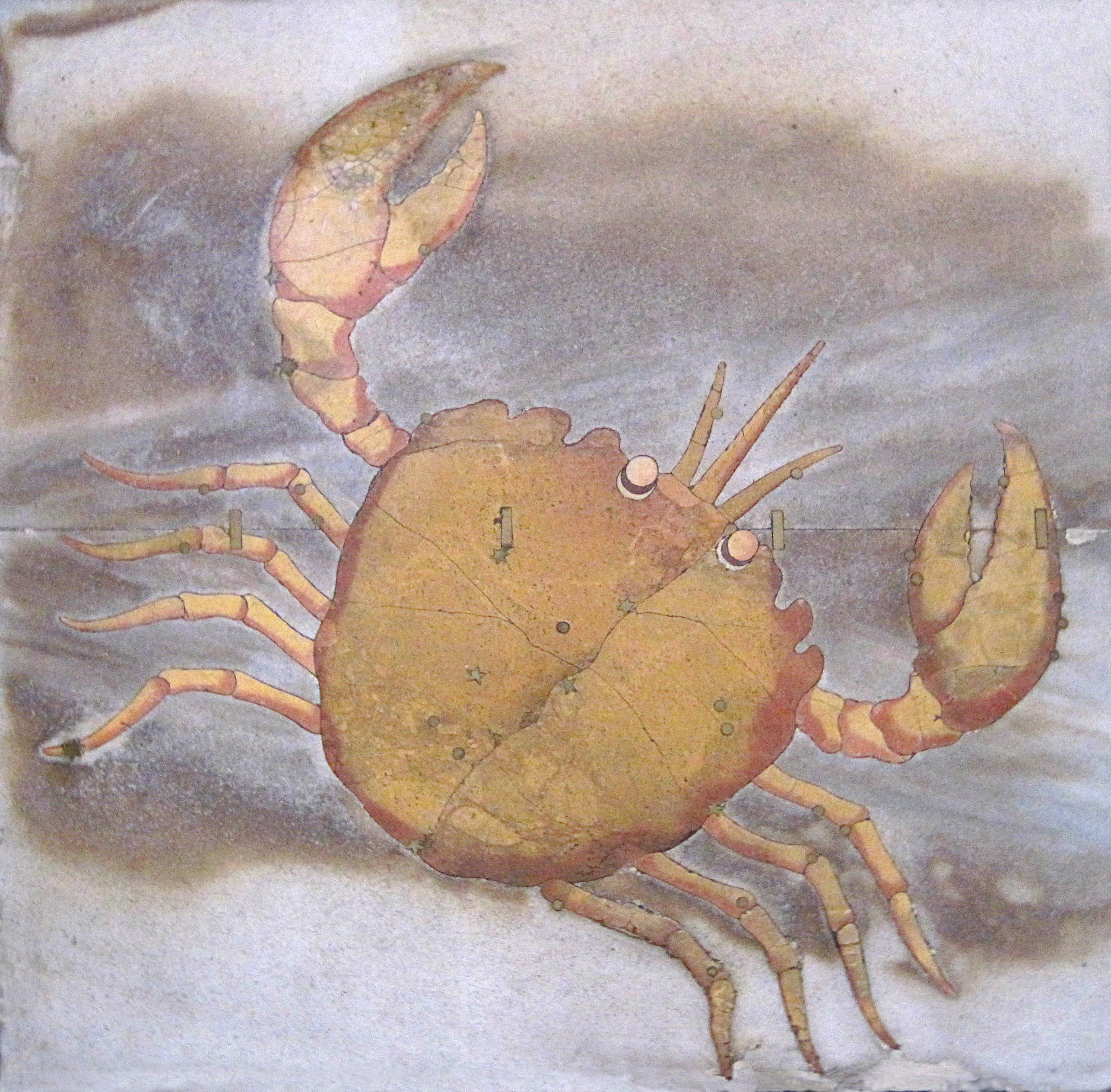
Zodiaco de la Cáncer adornando un lado de la línea solar Meridian
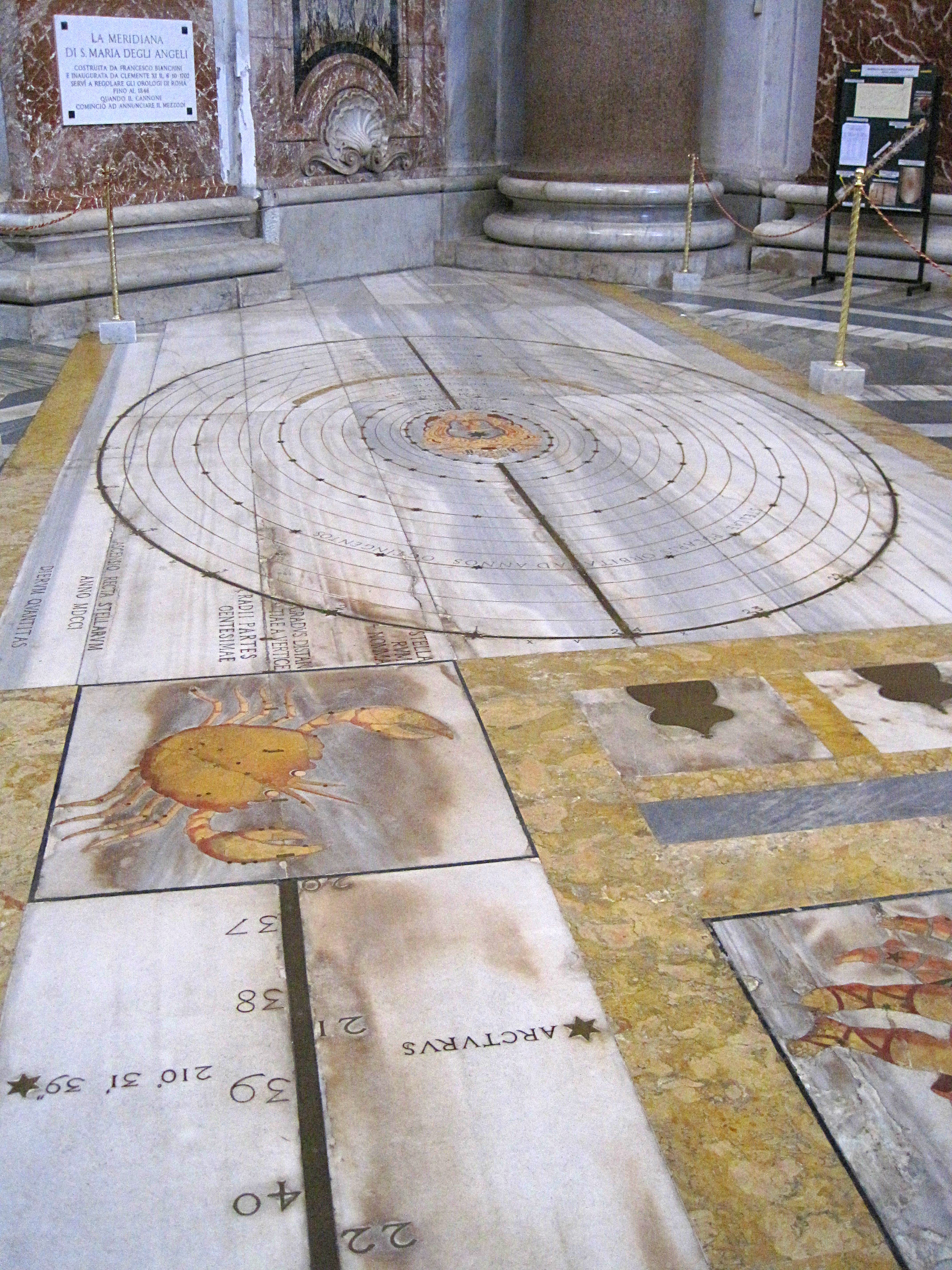
La gran meridiana solar de Francesco Bianchini
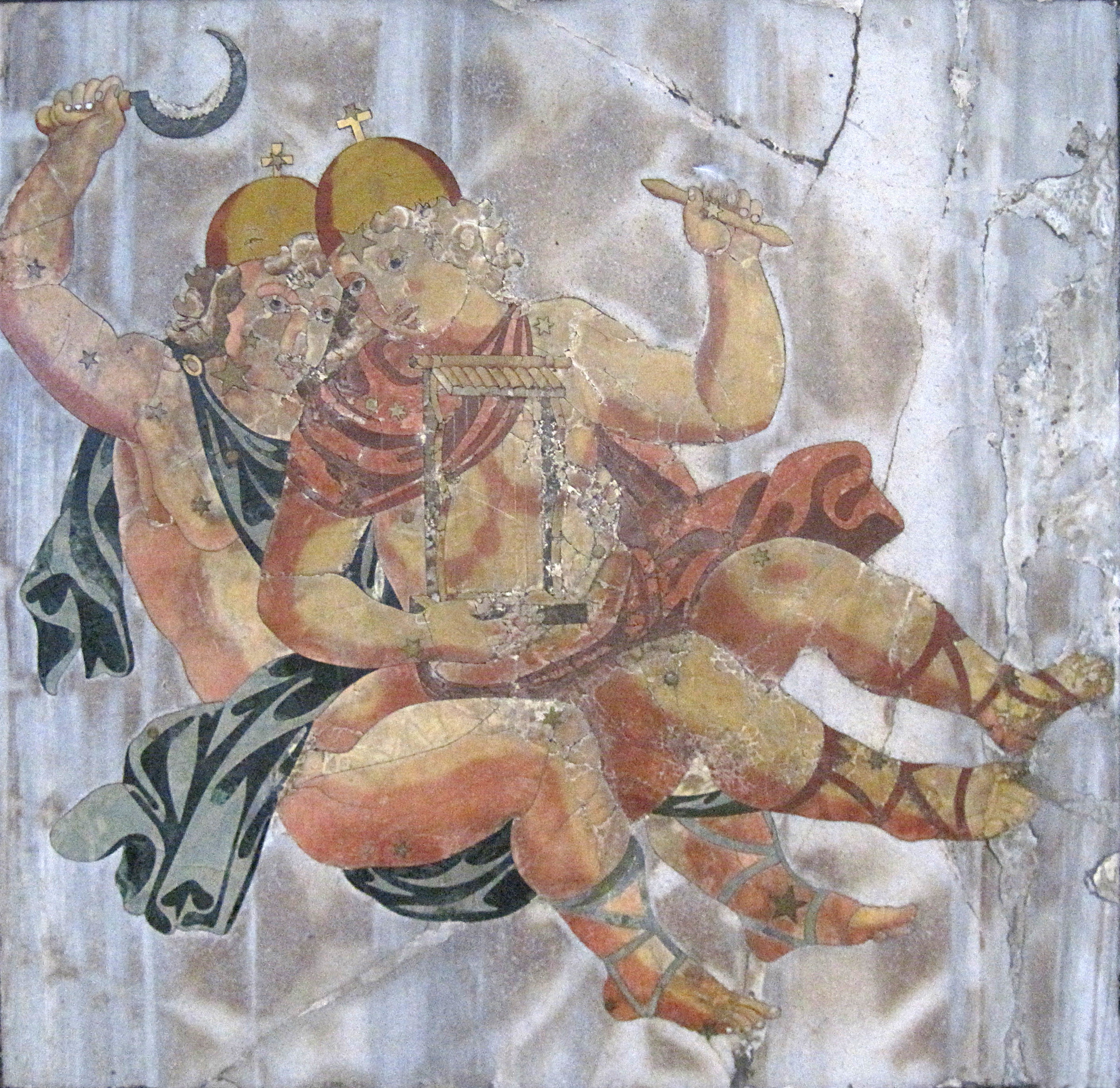
Zodiaco de la Géminis adornando un lado de la línea solar Meridian
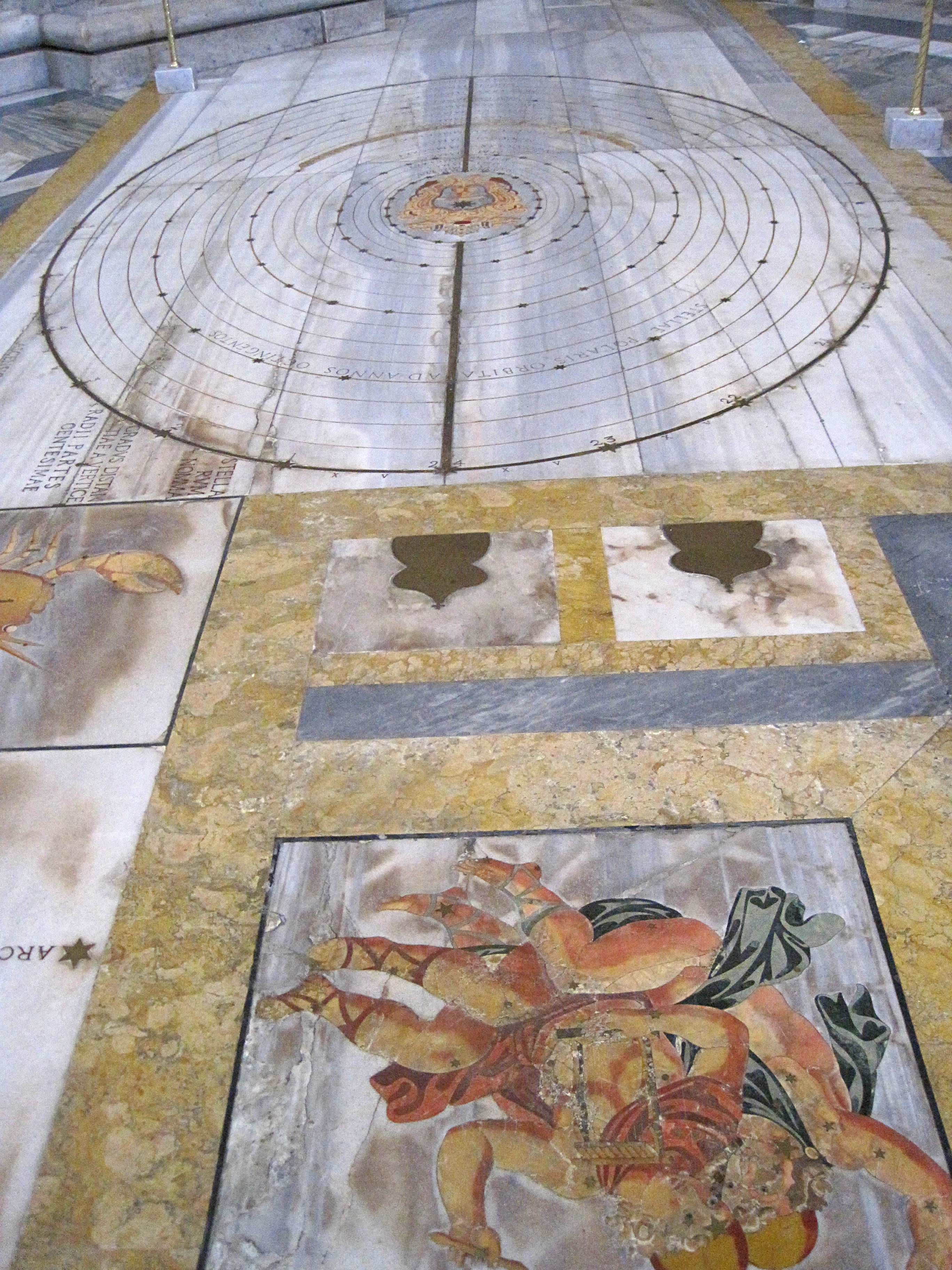
La gran meridiana solar de Francesco Bianchini
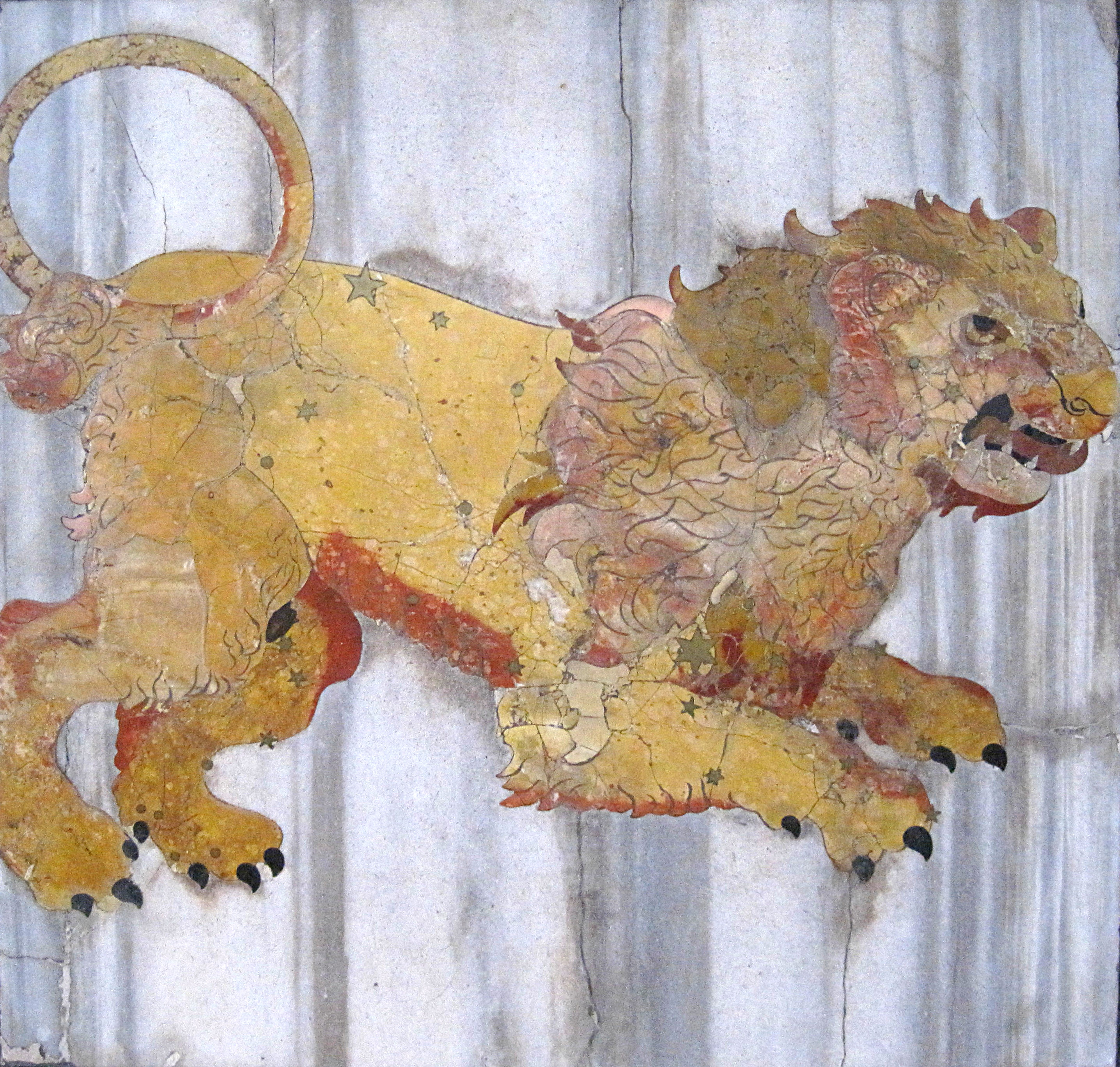
Zodiaco de la Leo adornando un lado de la línea solar Meridian
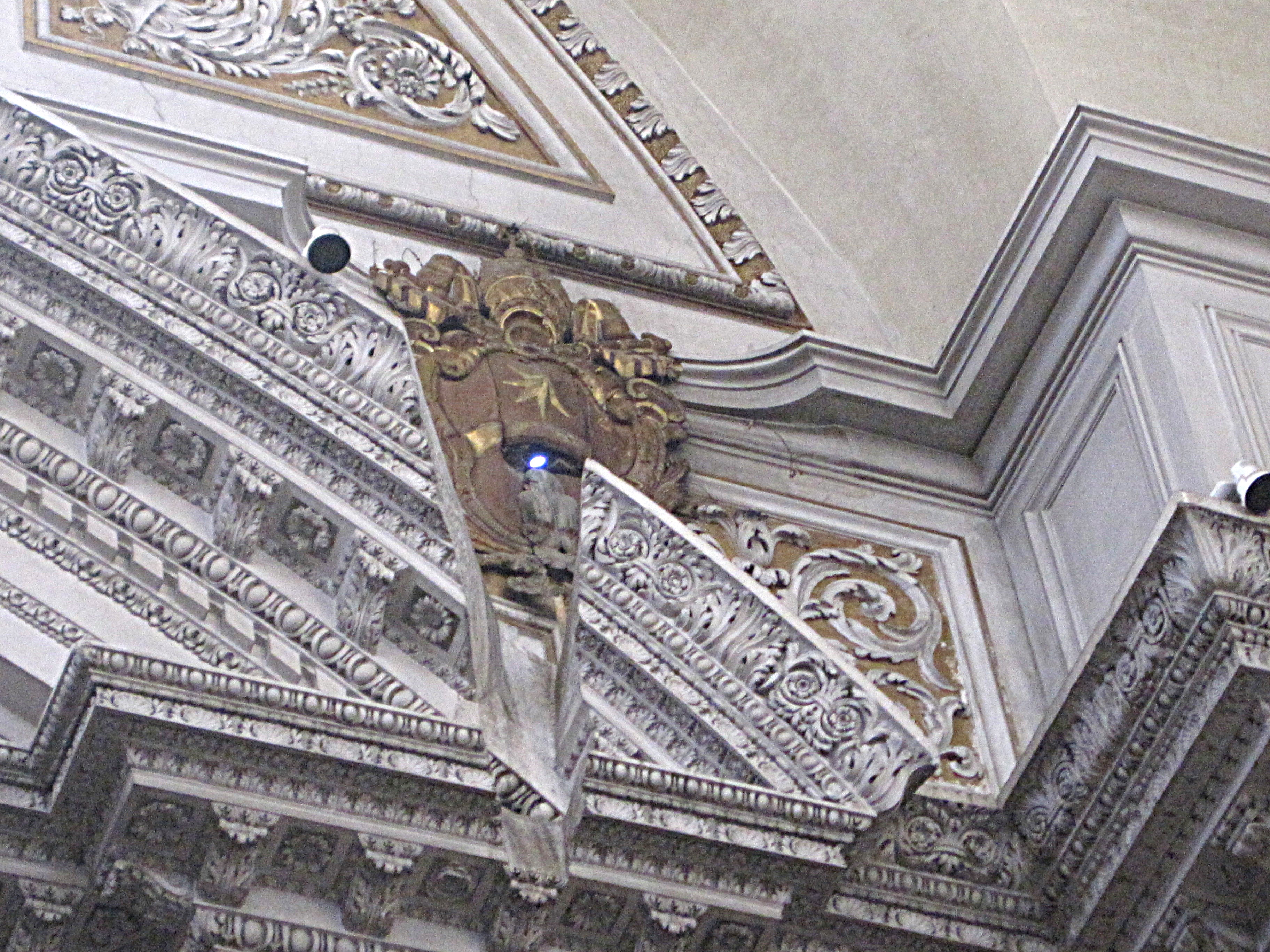
Oculus
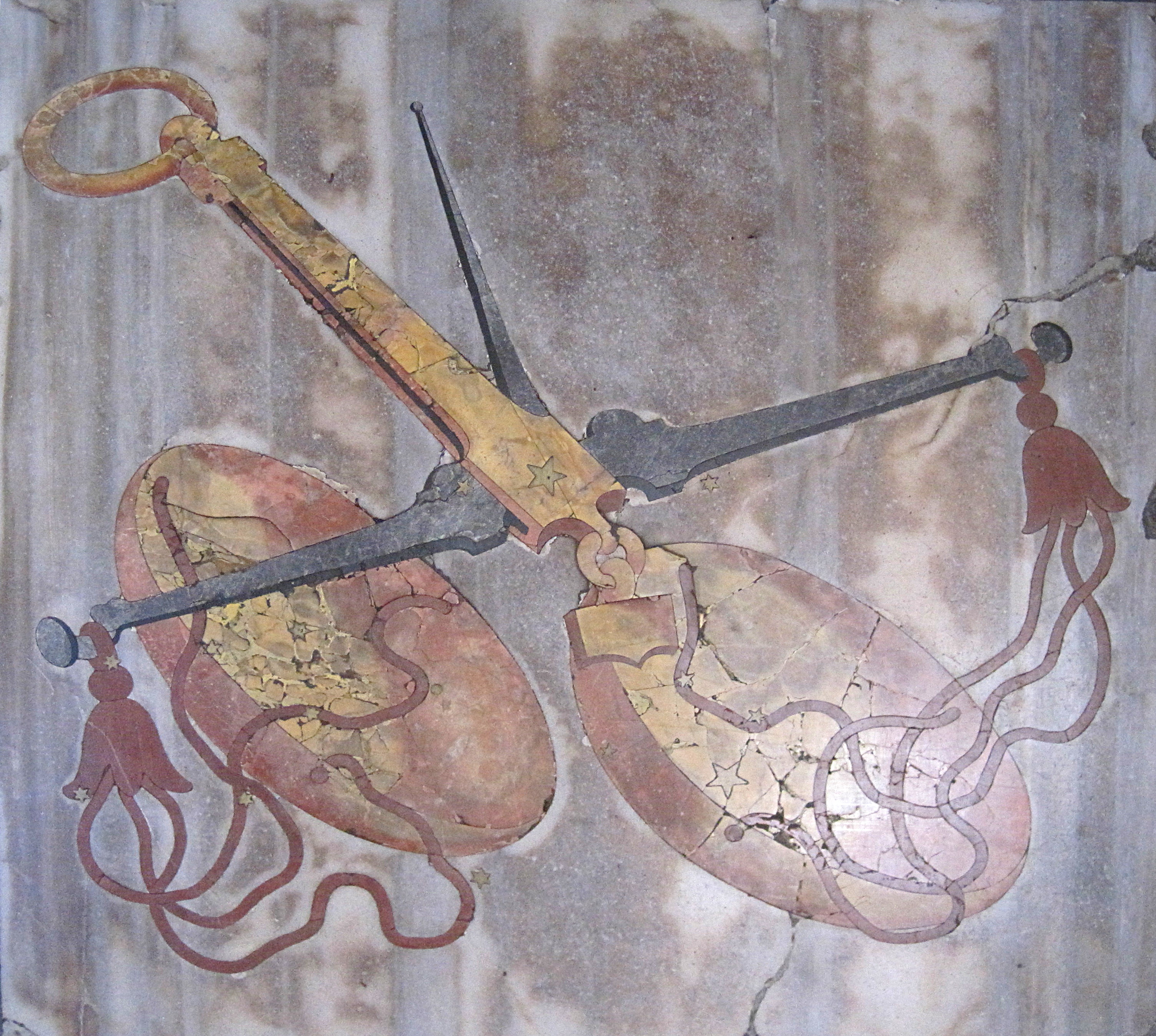
Signo zodiacal de Libra el adorno de un lado de la línea solar Meridian
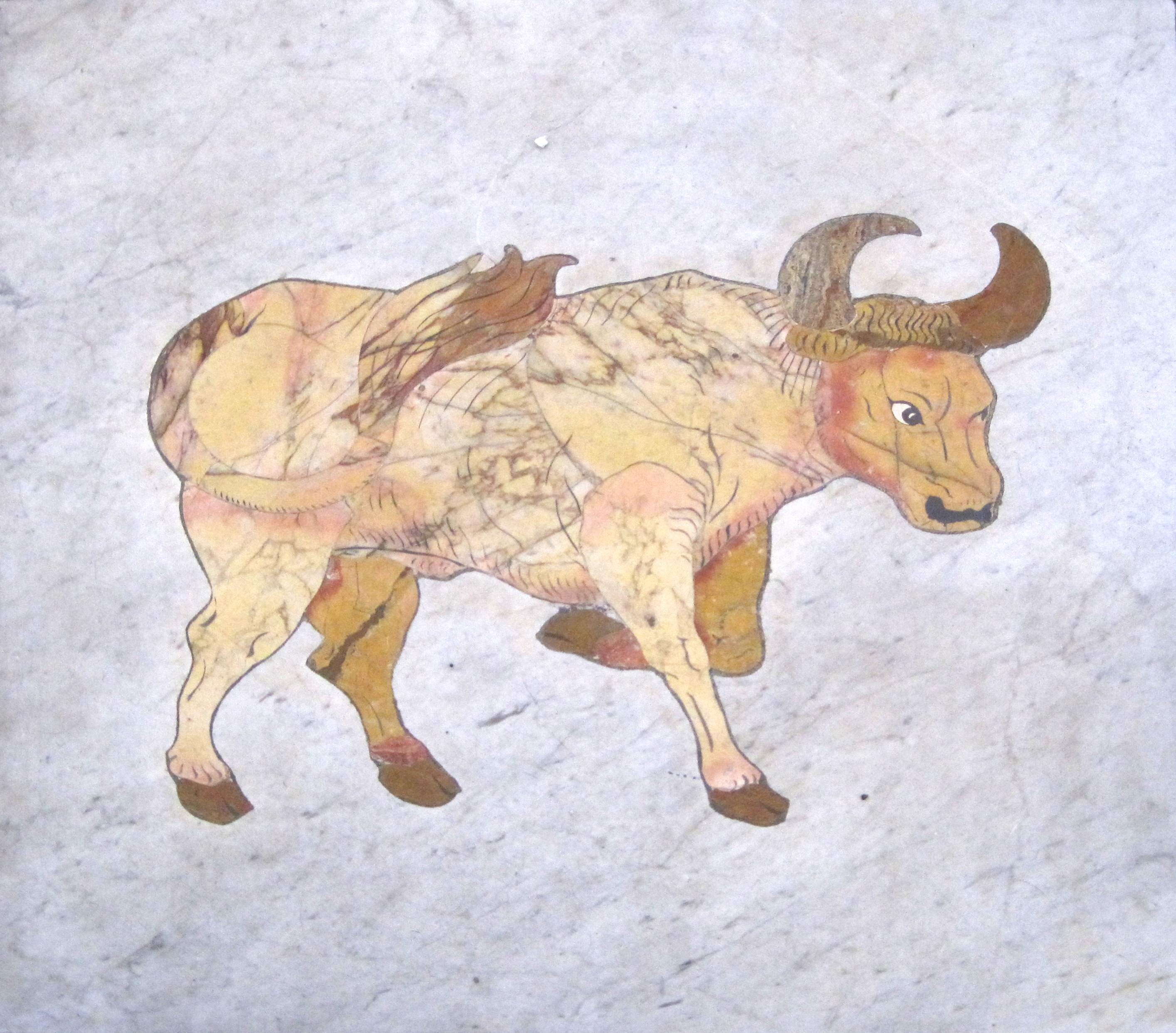
Zodiaco de la Tauro adornando un lado de la línea solar Meridian
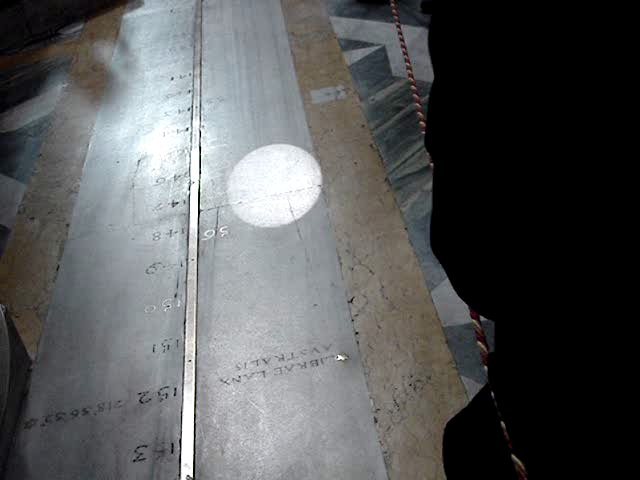
Reloj solar
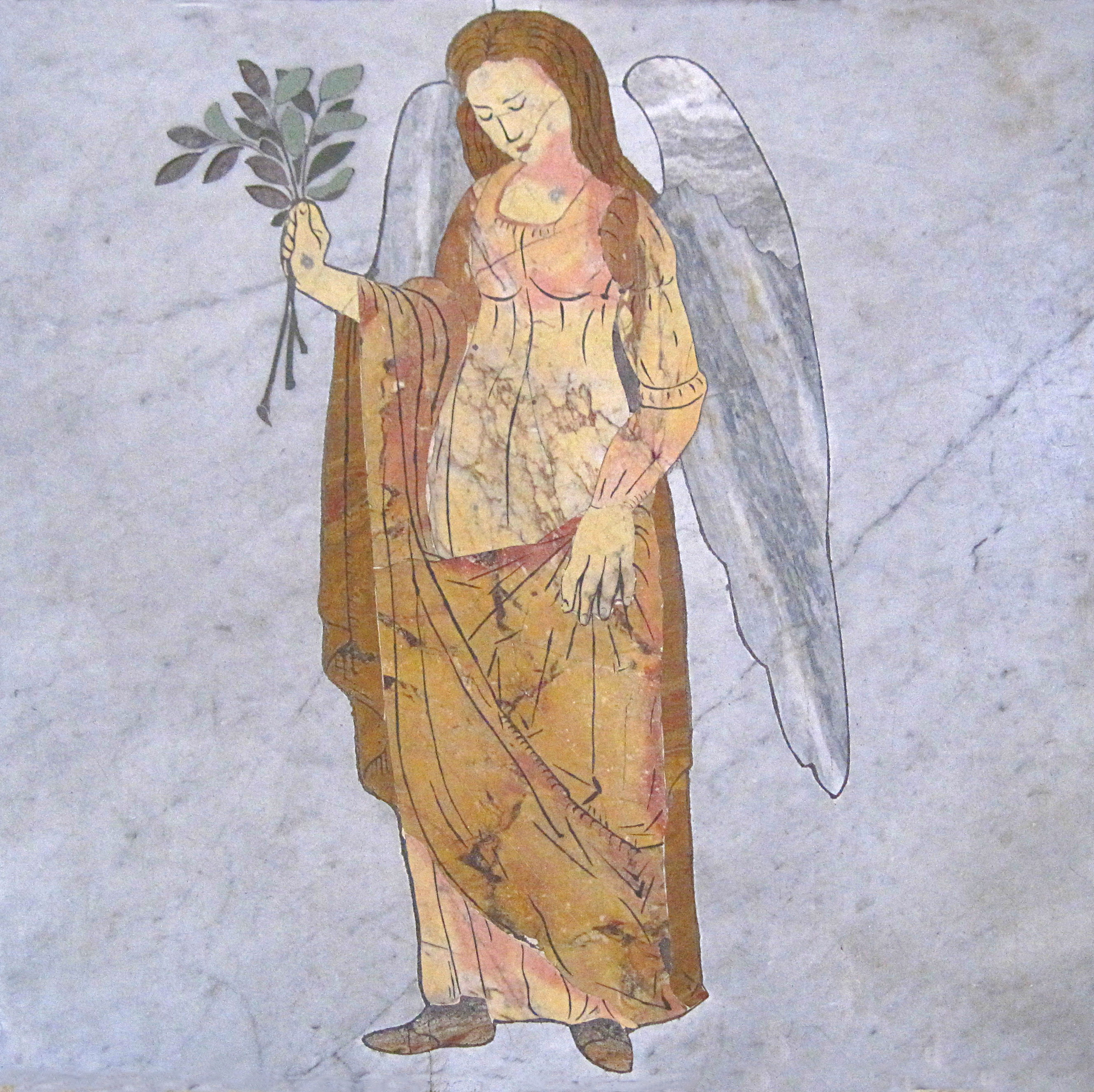
Zodiaco de la Virgo adornando un lado de la línea solar Meridian